# Derby (brætspil)
 For alternative betydninger, se Derby (flertydig). (Se også artikler, som begynder med Derby)
Derby er et heste- og investeringsbrætspil til maksimalt fem deltagere. Spillet findes i en nyere og en ældre udgave, der varierer en smule, bl.a. fordi hestene løber hver sin vej. I det ældre spil løbes med uret, mens der i den nyeste udgave løbes mod uret. Den første version af spillet indeholdt et Toto-syndikat som i hvert løb spillede et bestemt beløbt på bestemte farver. Spillerne kunne købe aktier i Toto-syndikatet, som via kort-trækning gav udbetaling. Hver aktie udløste 10% af Toto-syndikates kassebeholdning og det kunne blive til mange penge på en enkelt trækning. Den nye version har intet Toto-syndikat, hvilket formentlig skyldes at aktier oftest var vigtigere end heste i den gamle version. Ligesom den nye version ikke har kortet der halverer spillernes beholdning af kontanter, men producenten har dog valgt at beholde kortet der fordobler spillernes kontanter.
Spillet begyndes med at alle spillere låner 2000 kroner samt modtager en 2.åring. De 2000 kroner kan anvendes på forskellig vis f.eks til at spille for 1800 kroner og 200 kroner for at tilmelde hesten til løbet. Der løbes i alt 10 forskellige løb. Undervejs i alle løb trækkes der Galop og Chancekort, når hestene lander på de specielle felter. Galopkortene har indflydelse på hestenes præstation på banen og chancekortene har indflydelse på spillerens økonomiske investeringer. Spillet afsluttes med et finale-løb hvor 1. pladsen vinder 100.000 kroner, som kan være ganske afgørende for hvem af spillerne der vinder spillet. Vinderen er den der til sidst har flest penge, når alt gøres op.
Hestene er inddelt i alder 2.åringe, 3.åringe, 4.åringe og 5.åringe. Inden for hver gruppe findes 5 forskellige heste i farverne rød, gul, blå, hvid og sort. I hvert løb kan spillerne spille for 1800 kroner, der frit kan fordeles på løbets forskellige heste, ved at spille på en eller flere af farverne. De spillere som har spillet på den farve hest der vinder, får pengene igen X-gange alt efter hvilke odds andenpladsen giver (2-20 gange pengene igen).
Efter hvert løb kan hver spiller foretage 2 handlinger: låne penge i banken, købe en hest, købe et af de forskellige selskaber, afdrage i banken, købe en Stjernejockey, sælge en hest, sælge et selskab. Spillerne kan ikke købe/sælge indbyrdes. Dog kan et eller flere spiller-ejet selskaber opkræve penge for forskellige ydelser.
Spillet indeholder et regelsæt for spillets afvikling, men regelsættet er på flere, afgørende punkter tavst om hvorledes der skal forholdes og hvordan enkelte af instrukserne til spillerne skal fortolkes. Men hvis man spiller mere end en enkelt gang, så er det nemt at aftale sig frem til en løsning på alle reglerne.
Det første spil er udgivet af Drechsler.